# قميص غولف
قميص الغولف أو قميص البولو (بالإنجليزية: Polo shirt)‏، هو قميص ذو ياقة مع زرين أو ثلاثة أزرار على فتحة الياقة بالإضافة إلى جيب اختياري على الصدر.